# Chitgoppa
Chitgoppa é uma cidade no distrito de Bidar, no estado indiano de Karnataka.

## Demografia
Segundo o censo de 2001, Chitgoppa tinha uma população de 24 232 habitantes. Os indivíduos do sexo masculino constituem 51% da população e os do sexo feminino 49%. Chitgoppa tem uma taxa de literacia de 60%, superior à média nacional de 59,5%; a literacia no sexo masculino é de 67% e no sexo feminino é de 53%. 16% da população está abaixo dos 6 anos de idade.